# Буккамахі
Буккамахі (рос. Буккамахи) — село Акушинського району, Дагестану Росії. Входить до складу муніципального утворення Сільрада Кассагумахинська.
Населення — 62 (2010).

## Населення
За даними перепису населення 2002 року в селі мешкало 140 осіб. У тому числі 69 (49,29 %) чоловіків та 71 (50,71 %) жінка.
Переважна більшість мешканців — даргинці (100 % від усіх мешканців). У селі переважає сирхинсько-тантинська мова.